# NGC 6039
NGC 6039 (ook: NGC 6042) is een elliptisch sterrenstelsel in het sterrenbeeld Hercules. Het hemelobject werd op 27 juni 1870 ontdekt door de Franse astronoom Édouard Jean-Marie Stephan.

## Synoniemen
- MCG 3-41-79
- ZWG 108.104
- DRCG 34-63
- PGC 56972